# 秋山賢司
秋山 賢司（あきやま けんじ、1946年 - ）は、囲碁観戦記者、囲碁ライター。観戦記者としてのペンネームは春秋子。

## 来歴
神奈川県川崎市生まれ。早稲田大学法学部卒業。在学中は囲碁部で活躍、学生囲碁連盟幹事を務める。卒業後、囲碁雑誌編集者を経て、フリーの囲碁ライターとなる。
観戦記者としてのキャリアは日本棋院選手権戦に始まり、その後天元戦で10年以上、名人戦で36年間に亘って観戦記者を務めた。2024年の第49期名人戦七番勝負観戦記にて、体力の衰えを理由として、当期を以ての引退を表明。
囲碁ライターとしては「週刊碁」や各囲碁雑誌に執筆。季刊の個人通信誌「凡鳥庵だより」を発行している。
囲碁史の研究も行い、2006年4月にスタートした「囲碁史会」の運営委員。日本棋院・囲碁殿堂ノミネート委員。
2025年、第54回大倉喜七郎賞を受賞。

## 著作

### 著書
- 現代囲碁大系 (第39巻) 加藤正夫 上 講談社　1983
- 現代囲碁大系 (第40巻) 加藤正夫 下 講談社　1983.8
- 囲碁とっておきの話 文春文庫 1994.1
- 碁のうた 碁のこころ 講談社 2004.9
- 定年囲碁―ルールは簡単3つだけ! 二見書房 2007.10
- 碁の句―ー春夏秋冬ー 文治堂書店 2017.5

### 編書
- 囲碁有段シリーズ　有段者の問題集 山海堂、1979

### 編集・執筆
- 『石の攻め方殺し方』（加藤正夫著、日本棋院）1976
- 『有段者の問題集』石田芳夫/解説 秋山賢司/編集 山海堂(囲碁有段シリーズ) 1979
- 『藤沢秀行飛天の譜 藤沢秀行タイトル戦全集』(日本棋院) 1982
- 『藤沢秀行全集』(日本棋院) 1994
- 『囲碁百名局』(高木祥一(監修),誠文堂新光社) 2001
- 『加藤正夫打碁集　攻めの構図、読みの力』（木本書店） 2004年
- 『怒涛の譜―加藤正夫精局集』（日本棋院） 2005
- 『幻庵因碩 打碁集―局全人なく局上石なし』（福井正明著、誠文堂新光社） 2005年
- 『新　四天王のここが強い』(上村邦夫(著),誠文堂新光社) 2006
- 『囲碁古名人全集―すべては算砂・道碩から始まった』（福井正明著、誠文堂新光社) 2007
- 『囲碁史探偵が行く－昔と今 碁打ちの物語－』（福井正明著、日本棋院） 2008
- 『井山裕太20歳の自戦記―史上最年少名人までの17局』（日本棋院） 2010

他、多数